# ادنا نیلیس
ادنا نیلیس (انگلیسی: Edna Neillis؛ ۱۵ آوریل ۱۹۵۳ – ۱۸ ژوئیهٔ ۲۰۱۵) بازیکن فوتبال اهل بریتانیا بود.
وی همچنین در تیم ملی فوتبال زنان اسکاتلند بازی کرده‌است.